# Gulen
Gulen é uma comuna da Noruega, com 596 km² de área e 2 462 habitantes (censo de 2004).         